# Irma la dolce
Irma la dolce (Irma la Douce) è un film del 1963 diretto da Billy Wilder, con protagonisti Jack Lemmon e Shirley MacLaine.
È tratto dal musical omonimo francese del 1956 Irma la Douce su musiche di Marguerite Monnot e libretto di Alexandre Breffort.

## Trama
Irma è una graziosa e minuta prostituta di Parigi che trova l'amore vero incontrando Nestore Patou, un ex poliziotto squattrinato; Irma decide quindi di lasciare Ippolito, il suo protettore (e fidanzato manesco) per mettersi con Nestore ma non vuole assolutamente abbandonare la "professione": infatti è per lei motivo di orgoglio il poter mantenere Nestore con tutti gli agi possibili.
Nestore non è contento di questa decisione, anzi impazzisce di gelosia nei confronti dei clienti di Irma. Decide allora di usare uno stratagemma: per "limitare" l'attività professionale di Irma, Nestore si traveste da ricco e facoltoso Lord (Lord X) e presto diventa il suo unico cliente che, per un inconveniente lasciatogli dal crollo del ponte sul fiume Kwai, si accontenterà di giocare con le carte dei solitari insieme alla graziosa donnina. Per corrispondere quanto dovuto a Irma dal generoso Lord X, però, Nestore dovrà massacrarsi di lavoro notturno ai mercati generali delle Halles. Quando egli si accorge che la sua donna inizia ad innamorarsi del suo alter ego, che è riuscita a risvegliare dai sopiti sensi, decide di inscenare un finto suicidio per liberarsi della sua doppia personalità.
L'equivoco genera un'indagine della polizia francese, che accusa Nestore di aver gettato il Lord nella Senna, conducendolo ad un processo in cui viene condannato a quindici anni di carcere per omicidio nonostante sia stato difeso dall'amico Moustache gestore del bistrot ritrovo delle prostitute che ha avuto una vita molto avventurosa con diverse professioni e mestieri.
Moustache riuscirà a fare evadere dalla prigione Nestore che, presentandosi nelle vesti di Lord X, dimostrerà che il Lord è vivo.  Quindi Nestore riconosciuto innocente può riavere la libertà.
Non manca il lieto fine con il matrimonio finale di Irma la dolce, rimasta incinta di Lord X, cioè di Nestore che "generosamente" riconoscerà il futuro pargolo come suo.

## Produzione
Il film fu interamente girato a Hollywood, nello Studio 4 della Samuel Goldwyn. La meticolosa ricostruzione dei mercati delle Halles e delle viuzze adiacenti fu opera della scenografia del "leggendario" Alexandre Trauner. Per questo lavoro, egli si avvalse di un ingente materiale fotografico, che resta una delle principali documentazioni dell'aspetto di quei quartieri, prima della loro demolizione, a causa della ristrutturazione urbana.

## Riconoscimenti
- 1964 − Premio Oscar
  - Miglior colonna sonora (adattamento) ad André Previn
  - Candidatura alla miglior attrice protagonista a Shirley MacLaine
  - Candidatura alla miglior fotografia (colore) a Joseph LaShelle
- 1964 − Golden Globe
  - Migliore attrice in un film commedia o musicale a Shirley MacLaine
  - Candidatura al miglior film o commedia musicale
  - Candidatura al miglior attore in un film commedia o musicale a Jack Lemmon
- 1964 − David di Donatello
  - Migliore attrice straniera a Shirley MacLaine
- 1964 − Writers Guild of America Award
  - Candidatura alla miglior commedia a I.A.L. Diamond e Billy Wilder
- 1965 − BAFTA Award
  - Candidatura alla miglior attrice straniera a Shirley MacLaine